# Vlažní a váhaví
Vlažní a váhaví je kniha české bioložky, socioložky a environmentalistky Hany Librové vydaná v roce 2003. Vyšla s podtitulem Kapitoly o ekologickém luxusu a je svým způsobem pokračováním knihy Pestří a zelení – Kapitoly o dobrovolné skromnosti z roku 1994, v níž po úvodu k problematice alternativních a přírodě příznivějších způsobech života autorka popisovala několik rodin, které se k němu v různé míře a různými způsoby uchýlily.
Ve Vlažných a váhavých se autorka po deseti letech vrátila zpět ke své koncepci „dobrovolné skromnosti“ a dále zkoumá, jak se tento jev vyvíjí. Vrátila se k původním rodinám, které byly součásti jejího výzkumu v Pestrých a zelených. Sleduje, jak se dnes vyrovnávají se životem v moderní společnosti s potřebou žít blízko přírody a neubližovat jí.

## Obsah
Kniha má osm kapitol:
1. Úvod – Životní způsob a ekologický problém
2. Skromnost a luxus
3. Jednoduše nebo složitě?
4. Pomalu, nebo s časem o závod?
5. Ekologický luxus v realitě – několik případů
6. Ekologický luxus v realitě – několik detailů
7. Zpráva o pestrých po deseti letech
8. Budou se ekologické ctnosti šířit?

Hana Librová začíná knihu úvahou nad svou předchozí knihou, Pestří a zelení, na kterou reagovali její čtenáři. Autorka se tedy rozhodla napsat jakési volné pokračování právě této knihy, kde se zabývá spíše environmentálně a ekologicky příznivými životními styly skupin. Tématem, které provází celou knihu je otázka toho, jak je možné změnit životní styl a zanechat za sebou tedy menší ekonomickou stopu. Toto snažení se může projevovat například solárními ohřevy či úspornými sprchami, dále se objevuje také takzvaná ekologická architektura, tedy stavby, které jsou umístěny vhodně vzhledem ke světovým stranám. Dalším způsobem může být ovšem také například kupování produktů šetřící životní prostředí, ať už jde o biopotraviny nebo květiny kupované z domácího trhu.
Dále se autorka věnuje tomu, jak jazyk a slova mohou ovlivnit to, jak běžný člověk chápe tyto složité otázky. Věnuje se nejdříve kritikům, a později i zastáncům slov jako je luxus, konzumerismus a plýtvání. Zvláštní kategorií je slovo blahobyt, které má sice své kritiky, nevyskytuje se ale žádná opozice. Pode autorky je to proto, že tento pojem je již v naší moderní společnosti brán jako jakési automatické právo člověka.

### Luxus
Luxusem je podle Librové například poezie či hudba, nesmíme ale opomenout ani hmotnou část luxusu, tedy například dějiny výtvarných umění, jak je můžeme vidět třeba v muzeích. Tento pojem se ovšem ale mění v historickém hledisku, tedy podle toho, v jaké době se o luxusu bavíme. Dnes by jistě luxusem bylo něco jiného než ve středověku. Autorka se dostává také k definici podtitulu, tedy onoho ekologického luxusu. Ta zní: „Ekologický luxus je ekologicky příznivé chování, které uvědoměle zmenšuje ekologickou stopu, v různé míře je schopno sebeomezení a vztahuje se k nemateriálním, kulturou oceňovaným hodnotám. Ekologický luxus označuje spíše prvky či segmenty chování než celý životní způsob.“

### Jednoduchost
V další kapitole se autorka vyjadřuje k názoru mnoha ekologů, že ideální způsob života je jednoduchý život, prostý, přičemž konzumní společnost je složitá. Symbolem toho má být vlastnění velkého množství věcí. Librová s tímto pojmem ovšem nesouhlasí a namítá, že při návštěvě oněch pestrých z knihy Pestří a zelení objevila skutečnost, že tito lidé vlastní mnoho věcí. Důležitý je ovšem jejich původ. Jsou většinou darované nebo zděděné, pokud jsou koupené tak z druhé ruky. Ovšem výjimkou v tomto přesvědčení je cestování, které praktikuje mnoho ekologických aktivistů, ač například lety letadlem jsou environmentálně náročné.

### Čas
Tématem další části knihy je čas, se kterým je spojena naše uspěchaná doba. Je zde popsáno, jak se v průběhu dějin mění pojetí vnímání času, zde se hovoří o takzvaném sociálním času. Librová zde uvádí, že zrychlení společnosti přicházelo postupně, začalo s vynálezem ohně a dodnes se stále děje, v souvislosti s technologiemi.

### Ekologický luxus
Dále se zaměřuje na onen ekologický luxus v praxi, zmiňuje, jak je sama nazývá, „zelené“ komunity a vzpomíná i na výsledky své předešlé knihy, tedy Pestří a zelení. Ti se v průběhu devadesátých let na čas vzdali svého života a odešli na venkov, kde si sami pěstovali jídlo a věnovali se spíše řemeslům a rodině. Autorka se také zmiňuje o takzvaných „holandských doktorech“, tedy lidech z vyšší příjmové kategorie v Nizozemí, kteří vědomě snižovali spotřebu. Na ty se zaměřili sociologové právě v Holandsku v průběhu devadesátých let minulého století. Navzdory jejich vyšším příjmům bylo zjištěno, že asi u poloviny těchto domácností byla celková spotřeba nižší, než je průměr. Někteří byli na počátku snižování spotřeby, jiní ale ani například nepoužívali auta, bydleli záměrně v malých bytech.

### Environmentálně příznivé chování
V knize se Librová věnuje také ekologicky příznivému užívání domova, se kterým souvisí stravování. Zde se autorka více do hloubky věnuje například vegetariánství a veganství. Čím dál více lidi se podle uvedených dat přiklání právě k tomuto způsobu života kvůli environmentálním důvodům. Ovšem jak již bylo zmíněno, toto zdůvodnění není tak prosté, jak se zdá. Totiž například sezónní ovoce je dostupné v průběhu celého roku, stává se tedy také konzumním.
Dobrým příkladem environmentálně příznivého chování je například zahrádkaření. Z jednoho hlediska snižuje „industrializované zelinářství a ovocnářství“, z dalšího díky trávení času na zahrádce snižuje čas, který tráví například nakupováním. Právě tato praktika byla v době vydání knihy velmi rozšířená například ve Francii. Dalším ekonomicky příznivým chování, které je v knize zmíněno je, již také zmíněné, zdržování užívání aut, to může být nahrazeno hromadnou dopravou nebo například kolem. Při výzkumech bylo pro lidi důležité hlavně to, jak vzdálené bylo jejich pracoviště od jejich domova a také to, jak dostupná a drahá byla hromadná doprava v místě jejich bydliště. Autorka zde uvádí příklad Německa, ve kterém byl proveden průzkum s pozitivními výsledky. Ale ani v České republice nebyly výsledky špatné.

### „Pestří“ po deseti letech
V knize se Librová také věnuje k občanům, kterým říká „pestří“, tedy k účastníkům její první knihy. Navrací se k patnácti rodinám a zamýšlí se nad tím, jak se jejich život změnil. První ze změn byla například zaměstnanost žen, které byly v roce 1992 všechny v domácnosti, nyní ale byly zaměstnané, některé z nich také vystudovaly dálkově vysokou školu. Změnila se u nich také finanční situace, i když třeba ne výrazně, a to díky tomu, že se naučili lépe hospodařit.
V poslední části knihy se autorka zabývá například tím, které faktory jsou pro tento způsob života významné. Je to za prvé těkavost, což je životní postoj, který způsobuje soustředění se na dočasnost lidského života a neuvědomuje si vzdálenou budoucnost. Druhým je individualismus, který může být pro životní prostředí jak pozitivní, tak negativní. Dále se autorka zamýšlí nad tím, co by se stalo, kdyby se environmentalismus rozšířil i do nižších vrstev. Podle názoru autorky by tento způsob života vyšší třída opustila a snažila by se najít jiný způsob toho, jak se odlišit. Na konci knihy Hana Librová přináší kapitolu s názvem Stručná úvaha o oběti, líheň vlažných a váhavých.